# 法泰赫甘杰帕斯赫奇米
法泰赫甘杰帕斯赫奇米（Fatehganj Pashchimi），是印度北方邦Bareilly县的一个城镇。总人口20811（2001年）。

## 人口
该地2001年总人口20811人，其中男性10931人，女性9880人；0—6岁人口4104人，其中男2086人，女2018人；识字率46.73%，其中男性为54.02%，女性为38.67%。